# 天空娛樂
天空娛樂（英語：TEN ENTERTAINMENT）是一間娛樂經紀公司，在2023年由韓國華僑于傳勇於臺灣成立，並在韓國設有公司。旗下藝人有GENBLUE、SEVENTOEIGHT等。

## 歷史
2023年1月6日，公司核准設立，由韓國華僑于傳勇成立，並且因為前COLOR樂團主唱王維皓的投資，而成為事業上夥伴。
2023年7月29日，旗下女團幻藍小熊參加的臺灣女團真人秀節目《未來少女》正式播出，最終在節目的九個賽制中拿下六次人氣冠軍。
2024年4月15日，公司將推出新男團選秀，與獲得金鐘獎肯定的幕後團隊合作「天空無極限S級計畫」，並在官方網站社群公開招募練習生。
2024年7月30日，旗下女團幻藍小熊的首部實境秀《加一點，出道魔法配方》在台灣和南韓同步首播，並宣布將於同年9月3日正式登上韓國電視台SBS Medianet的打歌節目《THE SHOW》。
2024年8月16日，公司與韓國電視台SBS Medianet聯手打造的男團選秀節目《SCOOL》正式啟動，參加的42位選手首次亮相，節目於同年9月30日開播，並於11月30日選出最終夢之隊組成SEVENTOEIGHT出道。
2025年3月31日，男團選秀節目《AFTER SCOOL》正式發布，4月15日公開參與的15位練習生及1位教練，4月20日首播，最終將選出五名練習生出道。
2025年5月14日，以旗下女團GENBLUE南韓出道作品《COCOCO》入圍第36屆金曲獎最佳單曲製作人獎。

## 團隊
- 執行長 傳勇[9]
- 營運長 王維皓[9]
- 表演藝術總監 金智湖[9]
- 音樂/歌唱總監 Sun Jang[9]
- 節目製作人 謝皓倫

## 旗下藝人

### 團體
- GENBLUE
- SEVENTOEIGHT

### 個人
- Vicky
- 寶賤

### 練習生

#### 《AFTER SCOOL》練習生[10]
| - 張路易 - 林川祐 - 連兆緯 - 鄭元昕 - 張宇閎 - 梁哲維 - 陳奐霖 | - 李冠緯 - 林子宸 - 黃耀冬 - 萊恩 - 周孟潾 - 誠太 |

#### 《BOYS II PLANET》練習生[12]
- 洪子皓
- 陳立其
- 黃薪祐
- 林擎恩

## 旗下公司

### 舞客星培訓中心
由于傳勇與金智湖於2019年在臺灣成立的偶像培訓中心（舞客娛樂公司）
- 舞客星台中旗艦館
- 舞客星高雄館

### 天空娛樂韓國
TEN ENTERTAINMENT KOREA（韓語：텐 엔터테인먼트 코리아）是天空娛樂於韓國設立的公司，地址為韓國首爾市江南區奉恩寺路29街9號地下1樓。

## 節目製作
- 2024年
  - 幻藍小熊出道實境秀《加一點，出道魔法配方》
  - 男團選秀節目《SCOOL》
- 2025年
  - 男團選秀節目《AFTER SCOOL》[16]

## 已離開藝人
- 容容（2023年－2025年2月）
- BIDO（2023年－2025年4月），加入兔子洞音樂社(個人工作室)[17]
- 朴鎭佑（2024年－2025年6月）

## 獎項與榮譽
| 年份   | 名稱         | 獎項             | 作品       | 結果 | 備註                 |
| ------ | ------------ | ---------------- | ---------- | ---- | -------------------- |
| 2025年 | 第36屆金曲獎 | 最佳單曲製作人獎 | 《COCOCO》 | 提名 | 製作人為于傳勇、金智湖 |

## 外部連結
- 官方网站
- 天空娛樂的Instagram帳戶